# ヒゲウズラ
ヒゲウズラ (鬚鶉、Dendrortyx barbatus) は、鳥綱キジ目ハウズラ科ヒゲウズラ属に分類される鳥類。

## 分布
メキシコ（ベラクルス州）。近年は他の州でも分布が確認されており、より広域に分布することが示唆されている。

## 形態
全長22 - 32センチメートル。翼長15.8センチメートル。頭部から背は褐色で、白や黒の斑紋が入る。嘴基部から頸部側面にかけて淡灰色の筋模様（顎線）が入り、髭のように見えることがに和名や英名（bearded）の由来となっている。種小名barbatusは「髭のある」の意。胸部から腹部は、褐色や赤褐色。
眼の周囲には羽毛がなく、橙色の皮膚が裸出する。嘴や後肢は赤橙色。

## 生態
標高900 - 3,100メートルにあるマツ類やカシ類からなる暗い森林に生息し、二次林・農耕地などにも生息する。
飼育下での観察例から、2 - 4月に産卵すると考えられている。4 - 8（主に6個）の卵を産む。卵は28 - 32日で孵化する。

## 人間との関係
都市開発や農地開発・観光開発・道路建設・森林伐採・放牧などによる生息地の破壊および分断化、狩猟などにより生息数は減少している。